# Elecciones legislativas de Argentina de 1995
Las elecciones legislativas de Argentina de 1995 tuvieron lugar el domingo 14 de mayo del mencionado año con el objetivo de renovar 130 de las 257 bancas de la Cámara de Diputados, cámara baja del Congreso de la Nación Argentina, para el período 1995-1999, al mismo tiempo que las elecciones presidenciales y provinciales. Fueron las primeras elecciones tras la reforma constitucional realizada el año anterior que había reformado el Senado de la Nación, volviéndolo un órgano electo y aumentando el número de senadores por provincia de dos a tres. Sin embargo, en la elección senatorial de 1995 estos fueron elegidos por las legislaturas provinciales, con un mandato de seis años hasta 2001, cuando se realizarían las primeras elecciones senatoriales. Sólo Capital Federal realizó una elección directa el 8 de octubre para elegir al tercer senador.
A la par que Carlos Menem, resultaba reelecto en primera vuelta por amplio margen (algo permitido por la nueva constitución), el Partido Justicialista (PJ) obtuvo una aplastante victoria legislativa con el 49,38% de los votos a nivel nacional y 75 de los 130 escaños en disputa, garantizándose una mayoría absoluta de 145 escaños en la Cámara de Diputados. El principal partido de la oposición, la Unión Cívica Radical (UCR), que hasta entonces mantenía un férreo bipartidismo con el PJ, sufrió una fuerte debacle al quedar tercera en la elección presidencial ante el Frente País Solidario (FREPASO), que quedó segundo. Sin embargo, en el plano legislativo la UCR se mantuvo como segunda fuerza con el 21,94% de los votos y 27 escaños, siendo todavía la principal oposición legislativa. El FREPASO quedó en tercer lugar con el 21,23% y obtuvo 21 bancas. La Unión del Centro Democrático (UCeDé), que era el segundo partido más fuerte de la alianza de gobierno menemista, obtuvo el 3,17% de los votos y 3 escaños, y el Movimiento por la Dignidad y la Independencia (MODIN), que había cobrado mucha fuerza durante la primera mitad de la década, sufrió un gran revés al no obtener ninguna renovación, conservando solo la representación que ya tenía.
En el plano senatorial, el PJ obtuvo también mayoría absoluta debido al contrapeso opositor, con 39 bancas contra 20 de la UCR, 3 del FREPASO, y hasta 8 representaciones de oposiciones provinciales variadas. Fue la primera vez que el partido ganador obtenía el quórum en la Cámara de Diputados desde 1985, y la primera elección desde 1973 en la que un solo partido político obtenía mayoría en ambas cámaras de la legislatura. Los diputados electos asumieron el 10 de diciembre, en desfase con la asunción del presidente Menem para su segundo mandato, que se dio el 8 de julio.
Con respecto al plano provincial, el PJ triunfó en casi todo el país, siendo la fuerza más votada en Buenos Aires, Jujuy, Catamarca, Tucumán, Formosa, Chaco, Misiones, Entre Ríos, Santa Fe, La Rioja, San Juan, Mendoza, San Luis, Río Negro, Chubut, Santa Cruz y Tierra del Fuego, Antártida e Islas del Atlántico Sur. El FREPASO triunfó en la Capital Federal. La UCeDé alcanzó su apogeo electoral al triunfar en Santiago del Estero. En Corrientes, Neuquén, y Salta se impusieron fuerzas de carácter provincial. La debacle de la UCR, a pesar de lograr quedar en segundo lugar, se notó en el hecho de que no logró imponerse ni siquiera en sus bastiones tradicionales, aunque conservó todas las gobernaciones que tenía y fue la única oposición nacional en obtener gobiernos provinciales.

## Reglas electorales
Las reglas electorales fundamentales que rigieron la elección legislativa fueron establecidas en el texto constitucional entonces vigente (Reforma constitucional de 1994), siendo la primera elección desde dicha reforma. Con respecto a los cargos a elegir, se disponía lo siguiente:
- La Cámara de Diputados de la Nación Argentina está compuesta por representantes del pueblo de las provincias y la Capital. El número de representantes (denominados diputados) es de uno por cada treinta y tres mil habitantes o fracción que no baje de los dieciséis mil quinientos. Después de que se realice cada censo nacional, el Congreso puede fijar la representación incrementándola según los cambios demográficos, pero no disminuyéndola.
- Con la composición actual, la Cámara alcanza los 257 escaños.
- La Cámara se renueva escalonadamente por mitad cada bienio. Bajo este sistema, 130 bancas se renuevan en conjunto con la elección presidencial, y 127 en la mitad del período presidencial vigente.
- El mandato de los diputados es de cuatro años reelegibles.

Las principales reglas electorales para la elección legislativa fueron:
- Representación proporcional mediante sistema d'Hondt por listas cerradas en distritos plurinominales basados en las veintitrés provincias, y la Capital Federal.
- No participan en la asignación de cargos las listas que no logren un mínimo del 3% del padrón electoral del distrito.
- Un mínimo de cinco diputados por cada provincia y la Capital Federal.

Otra diferencia relevante de esta elección es que es la primera en la que entra en vigencia la ley cupo femenino Ley N.º 27.412, cuyas conclusiones fueron:
- El 30% de los candidatos deben ser mujeres y estar en posiciones que las permitan entrar.
- Si una mujer renuncia, debe ingresar otra.

## Cargos a elegir
| Provincia           | Cámara de Diputados | Cámara de Diputados | Senado    | Senado    |
| Provincia           | Diputados           | A renovar           | Senadores | A renovar |
| ------------------- | ------------------- | ------------------- | --------- | --------- |
| Buenos Aires        | 70                  | 35                  | 3         | —         |
| Capital Federal     | 25                  | 12                  | 3         | 1         |
| Catamarca           | 5                   | 2                   | 3         | —         |
| Chaco               | 7                   | 3                   | 3         | —         |
| Chubut              | 5                   | 3                   | 3         | —         |
| Córdoba             | 18                  | 9                   | 3         | —         |
| Corrientes          | 7                   | 4                   | 3         | —         |
| Entre Ríos          | 9                   | 4                   | 3         | —         |
| Formosa             | 5                   | 3                   | 3         | —         |
| Jujuy               | 6                   | 3                   | 3         | —         |
| La Pampa            | 5                   | 2                   | 3         | —         |
| La Rioja            | 5                   | 3                   | 3         | —         |
| Mendoza             | 10                  | 5                   | 3         | —         |
| Misiones            | 7                   | 4                   | 3         | —         |
| Neuquén             | 5                   | 2                   | 3         | —         |
| Río Negro           | 5                   | 3                   | 3         | —         |
| Salta               | 7                   | 4                   | 3         | —         |
| San Juan            | 6                   | 3                   | 3         | —         |
| San Luis            | 5                   | 2                   | 3         | —         |
| Santa Cruz          | 5                   | 2                   | 3         | —         |
| Santa Fe            | 19                  | 10                  | 3         | —         |
| Santiago del Estero | 7                   | 4                   | 3         | —         |
| Tierra del Fuego    | 5                   | 3                   | 3         | —         |
| Tucumán             | 9                   | 5                   | 3         | —         |
| Total               | 257                 | 130                 | 72        | 1         |

## Resultados
|  | 19,73 % |

|  | 14,43 % |

|  | 3,17 % |

|  | 2,18 % |

|  | 2,16 % |

|  | 1,59 % |

|  | 1,13 % |

|  | 0,80 % |

|  | 0,76 % |

|  | 0,58 % |

|  | 0,55 % |

|  | 0,48 % |

|  | 0,49 % |

|  | 0,39 % |

|  | 0,38 % |

|  | 0,32 % |

|  | 0,19 % |

|  | 0,03 % |

|  | 0,01 % |

|  | 49,38 % |

|  | 18,03 % |

|  | 1,25 % |

|  | 1,16 % |

|  | 0,54 % |

|  | 0,29 % |

|  | 0,22 % |

|  | 0,14 % |

|  | 0,13 % |

|  | 0,09 % |

|  | 0,09 % |

|  | 21,94 % |

|  | 20,54 % |

|  | 0,24 % |

|  | 0,15 % |

|  | 0,11 % |

|  | 0,10 % |

|  | 0,06 % |

|  | 0,01 % |

|  | 0,01 % |

|  | 0,00 % |

|  | 21,23 % |

|  | 1,69 % |

|  | 0,13 % |

|  | 0,02 % |

|  | 1,84 % |

|  | 0,94 % |

|  | 0,93 % |

|  | 0,71 % |

|  | 0,68 % |

|  | 0,47 % |

|  | 0,01 % |

|  | 0,01 % |

|  | 0,00 % |

|  | 0,49 % |

|  | 0,36 % |

|  | 0,23 % |

|  | 0,14 % |

|  | 0,05 % |

|  | 0,18 % |

|  | 0,13 % |

|  | 0,12 % |

|  | 0,04 % |

|  | 0,00 % |

|  | 0,00 % |

|  | 0,16 % |

|  | 0,12 % |

|  | 0,10 % |

|  | 0,03 % |

|  | 0,13 % |

|  | 0,08 % |

|  | 0,07 % |

|  | 0,07 % |

|  | 0,06 % |

|  | 0,05 % |

|  | 0,04 % |

|  | 0,01 % |

|  | 0,05 % |

|  | 0,03 % |

|  | 0,03 % |

|  | 0,02 % |

|  | 0,02 % |

|  | 0,01 % |

|  | 0,01 % |

|  | 0,01 % |

|  | 0,01 % |

|  | 0,01 % |

|  | 0,01 % |

|  | 0,01 % |

|  | 0,00 % |

|  | 0,01 % |

|  | 0,01 % |

|  | 0,00 % |

|  | 0,00 % |

|  | 0,00 % |

|  | 0,00 % |

|  | 0,00 % |

|  | 0,00 % |

|  | 0,00 % |

|  | 0,00 % |

|  | 93,14 % |

|  | 5,97 % |

|  | 0,68 % |

|  | 0,21 % |

|  | 82,08 % |

|  | 100 % |

## Resultados por provincia

### Cámara de Diputados
|  | 51,92 % |

|  | 24,05 % |

|  | 17,97 % |

|  | 2,40 % |

|  | 0,59 % |

|  | 0,57 % |

|  | 0,42 % |

|  | 0,35 % |

|  | 0,26 % |

|  | 0,25 % |

|  | 0,24 % |

|  | 0,24 % |

|  | 0,21 % |

|  | 0,19 % |

|  | 0,16 % |

|  | 0,14 % |

|  | 0,05 % |

|  | 0,01 % |

|  | 0,00 % |

|  | 93,43 % |

|  | 6,10 % |

|  | 0,48 % |

|  | 84,00 % |

|  | 100 % |

|  | 34,99 % |

|  | 23,02 % |

|  | 20,28 % |

|  | 9,03 % |

|  | 4,91 % |

|  | 2,53 % |

|  | 1,44 % |

|  | 1,11 % |

|  | 0,58 % |

|  | 0,46 % |

|  | 0,39 % |

|  | 0,31 % |

|  | 0,24 % |

|  | 0,18 % |

|  | 0,17 % |

|  | 0,14 % |

|  | 0,12 % |

|  | 0,11 % |

|  | 0,01 % |

|  | 97,44 % |

|  | 1,76 % |

|  | 0,80 % |

|  | 81,70 % |

|  | 100 % |

|  | 51,36 % |

|  | 32,97 % |

|  | 12,89 % |

|  | 45,85 % |

|  | 1,11 % |

|  | 0,57 % |

|  | 0,40 % |

|  | 0,36 % |

|  | 0,21 % |

|  | 0,07 % |

|  | 0,07 % |

|  | 78,57 % |

|  | 21,29 % |

|  | 0,15 % |

|  | 83,03 % |

|  | 100 % |

|  | 41,33 % |

|  | 31,59 % |

|  | 16,52 % |

|  | 7,04 % |

|  | 2,09 % |

|  | 0,82 % |

|  | 0,27 % |

|  | 0,17 % |

|  | 0,16 % |

|  | 94,21 % |

|  | 5,30 % |

|  | 0,49 % |

|  | 75,58 % |

|  | 100 % |

|  | 42,62 % |

|  | 38,78 % |

|  | 8,32 % |

|  | 5,35 % |

|  | 2,25 % |

|  | 1,52 % |

|  | 0,92 % |

|  | 0,25 % |

|  | 82,35 % |

|  | 16,73 % |

|  | 0,92 % |

|  | 81,11 % |

|  | 100 % |

|  | 42,33 % |

|  | 37,34 % |

|  | 12,42 % |

|  | 4,34 % |

|  | 1,09 % |

|  | 1,00 % |

|  | 0,97 % |

|  | 0,34 % |

|  | 0,17 % |

|  | 89,65 % |

|  | 9,79 % |

|  | 0,56 % |

|  | 83,78 % |

|  | 100 % |

|  | 41,40 % |

|  | 32,28 % |

|  | 13,73 % |

|  | 5,92 % |

|  | 4,64 % |

|  | 1,39 % |

|  | 0,23 % |

|  | 0,18 % |

|  | 0,15 % |

|  | 0,10 % |

|  | 95,75 % |

|  | 3,61 % |

|  | 0,63 % |

|  | 70,94 % |

|  | 100 % |

|  | 47,35 % |

|  | 37,18 % |

|  | 12,69 % |

|  | 1,71 % |

|  | 0,44 % |

|  | 0,38 % |

|  | 0,26 % |

|  | 92,40 % |

|  | 7,28 % |

|  | 0,28 % |

|  | 0,04 % |

|  | 85,20 % |

|  | 100 % |

|  | 49,28 % |

|  | 33,65 % |

|  | 13,95 % |

|  | 1,54 % |

|  | 0,97 % |

|  | 0,34 % |

|  | 0,28 % |

|  | 94,43 % |

|  | 4,98 % |

|  | 0,89 % |

|  | 73,34 % |

|  | 100 % |

|  | 29,61 % |

|  | 24,15 % |

|  | 16,00 % |

|  | 12,84 % |

|  | 10,48 % |

|  | 3,03 % |

|  | 2,20 % |

|  | 0,81 % |

|  | 0,62 % |

|  | 0,26 % |

|  | 89,42 % |

|  | 8,77 % |

|  | 1,81 % |

|  | 76,10 % |

|  | 100 % |

|  | 50,66 % |

|  | 24,86 % |

|  | 12,81 % |

|  | 6,56 % |

|  | 2,82 % |

|  | 1,36 % |

|  | 0,93 % |

|  | 90,86 % |

|  | 8,50 % |

|  | 0,64 % |

|  | 87,99 % |

|  | 100 % |

|  | 76,70 % |

|  | 19,78 % |

|  | 2,37 % |

|  | 0,41 % |

|  | 0,41 % |

|  | 0,33 % |

|  | 85,88 % |

|  | 13,53 % |

|  | 0,59 % |

|  | 84,59 % |

|  | 100 % |

|  | 45,13 % |

|  | 19,47 % |

|  | 16,68 % |

|  | 15,53 % |

|  | 1,01 % |

|  | 0,82 % |

|  | 0,47 % |

|  | 0,36 % |

|  | 0,35 % |

|  | 0,20 % |

|  | 93,17 % |

|  | 5,92 % |

|  | 0,90 % |

|  | 85,37 % |

|  | 100 % |

|  | 50,26 % |

|  | 40,49 % |

|  | 6,83 % |

|  | 2,20 % |

|  | 0,09 % |

|  | 0,08 % |

|  | 0,06 % |

|  | 96,27 % |

|  | 3,28 % |

|  | 0,46 % |

|  | 76,52 % |

|  | 100 % |

|  | 34,65 % |

|  | 27,39 % |

|  | 22,35 % |

|  | 11,94 % |

|  | 1,57 % |

|  | 0,61 % |

|  | 0,55 % |

|  | 0,51 % |

|  | 0,42 % |

|  | 87,26 % |

|  | 9,70 % |

|  | 3,04 % |

|  | 84,46 % |

|  | 100 % |

|  | 44,05 % |

|  | 43,11 % |

|  | 11,59 % |

|  | 0,83 % |

|  | 0,43 % |

|  | 90,12 % |

|  | 8,85 % |

|  | 0,93 % |

|  | 0,10 % |

|  | 83,20 % |

|  | 100 % |

|  | 35,45 % |

|  | 33,65 % |

|  | 12,68 % |

|  | 9,96 % |

|  | 3,53 % |

|  | 1,86 % |

|  | 1,69 % |

|  | 0,40 % |

|  | 0,36 % |

|  | 0,23 % |

|  | 0,20 % |

|  | 94,39 % |

|  | 0,79 % |

|  | 1,26 % |

|  | 3,56 % |

|  | 75,69 % |

|  | 100 % |

|  | 47,26 % |

|  | 24,67 % |

|  | 15,18 % |

|  | 8,40 % |

|  | 3,69 % |

|  | 0,33 % |

|  | 0,14 % |

|  | 0,12 % |

|  | 89,51 % |

|  | 9,89 % |

|  | 0,60 % |

|  | 84,37 % |

|  | 100 % |

|  | 61,16 % |

|  | 19,98 % |

|  | 16,05 % |

|  | 0,95 % |

|  | 0,92 % |

|  | 0,26 % |

|  | 0,24 % |

|  | 0,24 % |

|  | 0,20 % |

|  | 89,69 % |

|  | 10,21 % |

|  | 0,10 % |

|  | 80,22 % |

|  | 100 % |

|  | 58,76 % |

|  | 23,03 % |

|  | 15,06 % |

|  | 1,31 % |

|  | 1,01 % |

|  | 0,83 % |

|  | 84,96 % |

|  | 14,46 % |

|  | 0,58 % |

|  | 81,00 % |

|  | 100 % |

|  | 34,43 % |

|  | 27,60 % |

|  | 16,54 % |

|  | 8,71 % |

|  | 4,62 % |

|  | 4,55 % |

|  | 1,64 % |

|  | 0,72 % |

|  | 0,60 % |

|  | 0,31 % |

|  | 0,28 % |

|  | 95,19 % |

|  | 3,94 % |

|  | 0,87 % |

|  | 81,92 % |

|  | 100 % |

|  | 36,99 % |

|  | 35,01 % |

|  | 22,37 % |

|  | 4,87 % |

|  | 0,45 % |

|  | 0,15 % |

|  | 0,12 % |

|  | 0,04 % |

|  | 87,55 % |

|  | 4,64 % |

|  | 0,45 % |

|  | 7,35 % |

|  | 71,32 % |

|  | 100 % |

|  | 45,43 % |

|  | 22,49 % |

|  | 22,15 % |

|  | 5,99 % |

|  | 1,94 % |

|  | 1,54 % |

|  | 0,47 % |

|  | 93,94 % |

|  | 3,75 % |

|  | 2,30 % |

|  | 73,30 % |

|  | 100 % |

|  | 34,27 % |

|  | 21,35 % |

|  | 19,35 % |

|  | 15,88 % |

|  | 4,45 % |

|  | 0,60 % |

|  | 0,57 % |

|  | 0,31 % |

|  | 0,22 % |

|  | 94,39 % |

|  | 4,37 % |

|  | 1,23 % |

|  | 78,06 % |

|  | 100 % |

1. ↑  Falleció el 8 de septiembre de 1999, lo reemplaza Víctor Francisco de Paula el 15 de septiembre de 1999.
2. ↑  Renunció el 6 de agosto de 1996, lo reemplaza Jorge Enrique Benedetti el 7 de agosto de 1996.
3. ↑  Renunció el 16 de julio de 1999, lo reemplaza Jorge Marcelo Cáceres el 4 de agosto de 1999.
4. ↑  Falleció el 3 de junio de 1999, lo reemplaza María Graciela Bercoff el 16 de junio de 1999.
5. ↑  Renunció el 8 de diciembre de 1998, lo reemplaza Juan Alberto Silva Casanova el 8 de diciembre de 1998.
6. ↑  Renunció el 2 de diciembre de 1997, la reemplaza Orlando Raúl Aguirre el 3 de diciembre de 1997.
7. ↑  Falleció el 24 de junio de 1999, lo reemplaza Fenny Goransky el 30 de junio de 1999.
8. ↑  Nunca asumió, lo reemplaza Arnaldo Damián Estrada el 10 de diciembre de 1995.
9. ↑  Renunció el 24 de noviembre de 1999, lo reemplaza Marta Elena Zurita el 24 de noviembre de 1999.
10. ↑  Renunció el 24 de noviembre de 1999, lo reemplaza Manuel Jorge Yapura Astorga el 24 de noviembre de 1999.

### Senado
|  | 45,56 % |

|  | 21,48 % |

|  | 1,63 % |

|  | 1,28 % |

|  | 24,39 % |

|  | 17,37 % |

|  | 5,22 % |

|  | 22,59 % |

|  | 2,31 % |

|  | 1,57 % |

|  | 0,86 % |

|  | 0,81 % |

|  | 0,57 % |

|  | 0,56 % |

|  | 0,47 % |

|  | 0,32 % |

|  | 95,51 % |

|  | 3,36 % |

|  | 1,13 % |

|  | 73,72 % |

|  | 100 % |

1. ↑  Renunció el 9 de diciembre de 1997, lo reemplaza Pedro Del Piero el 10 de diciembre de 1997.

## Boletas en Capital Federal

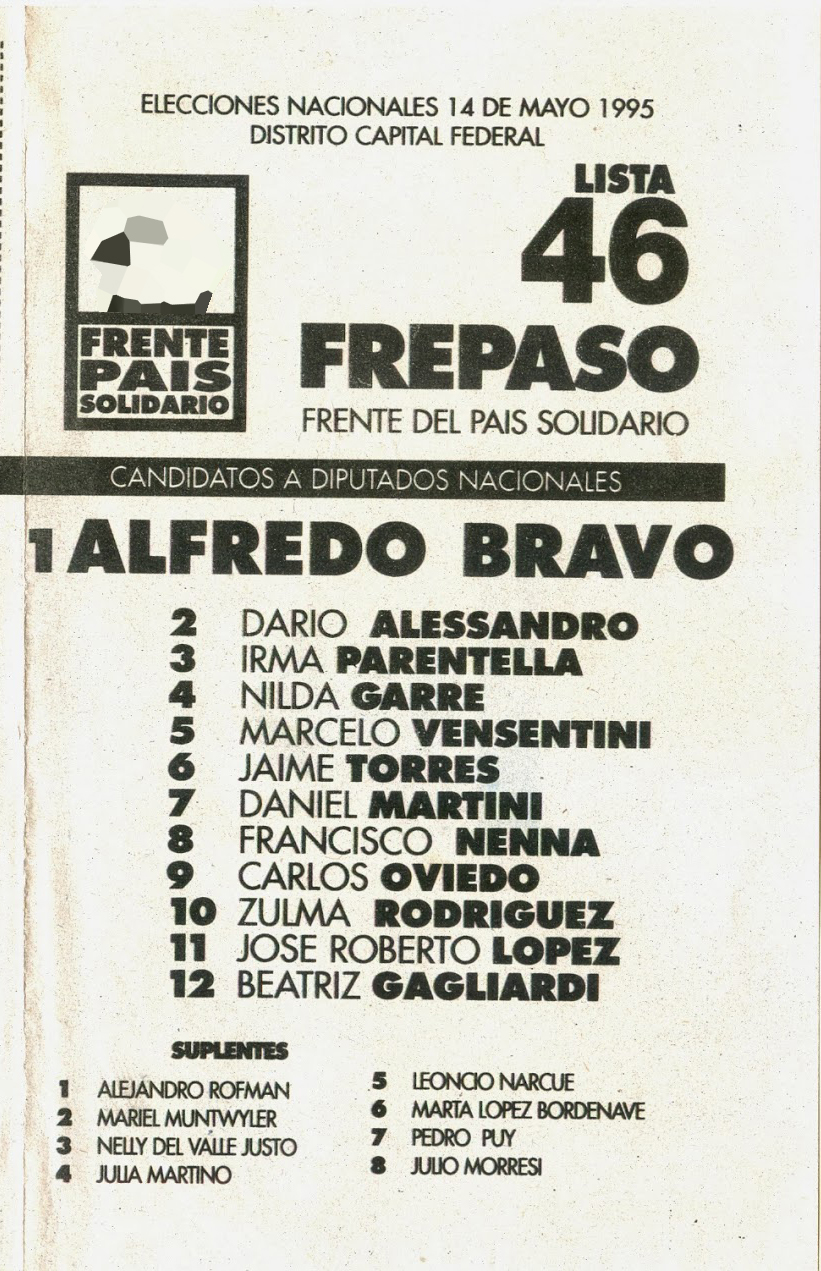
Frente País Solidario
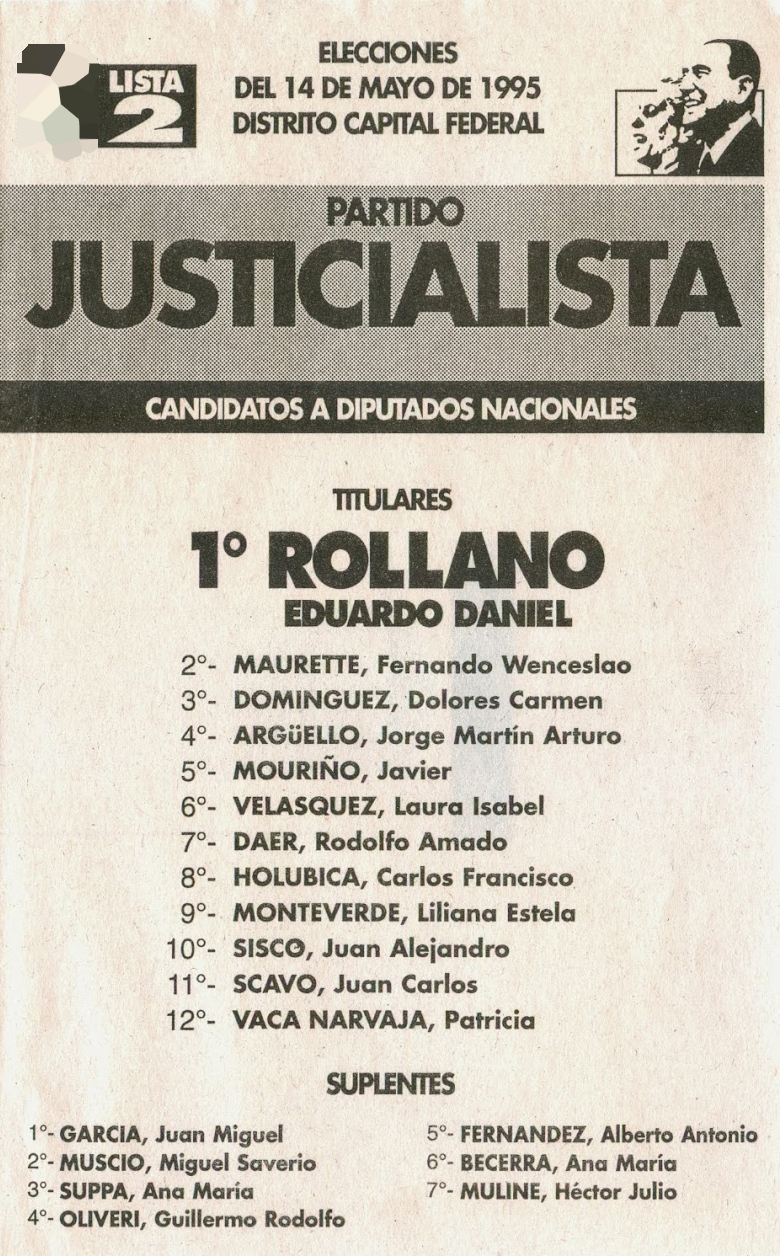
Partido Justicialista
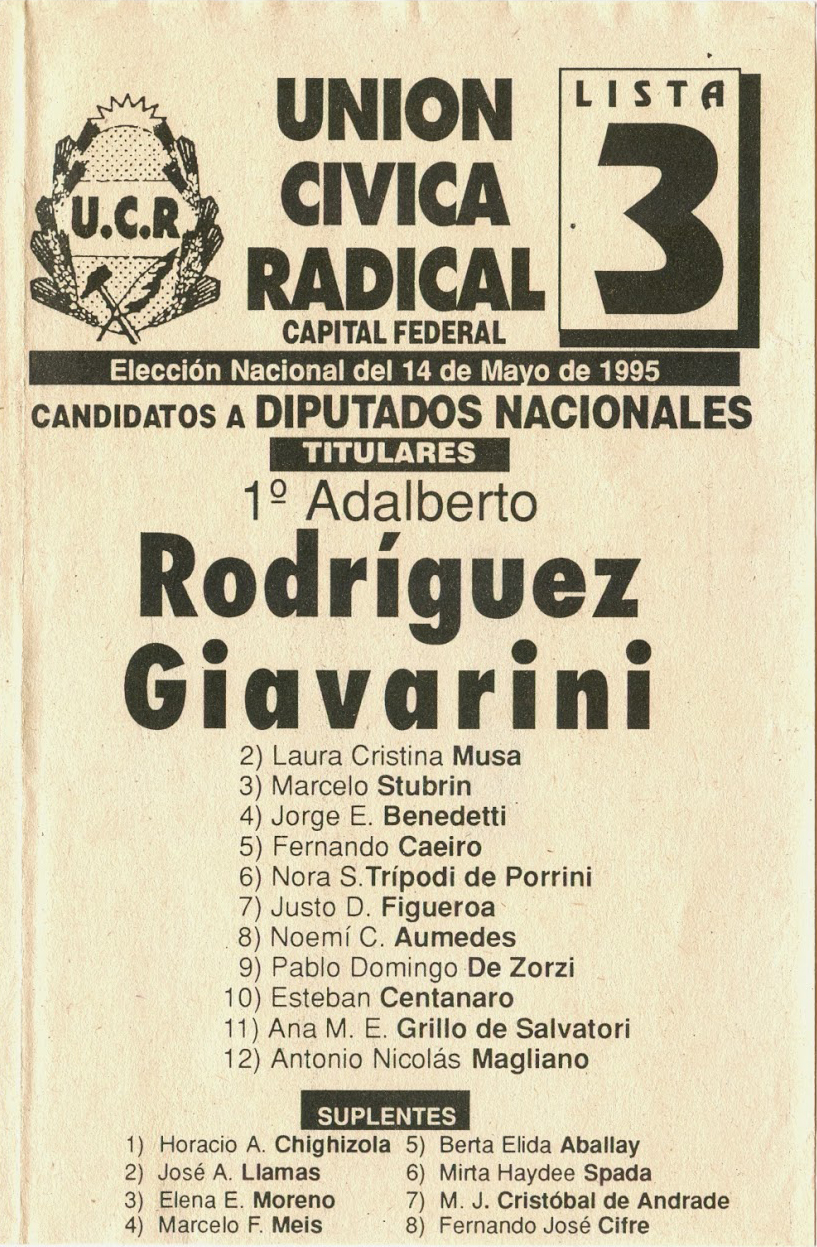
Unión Cívica Radical
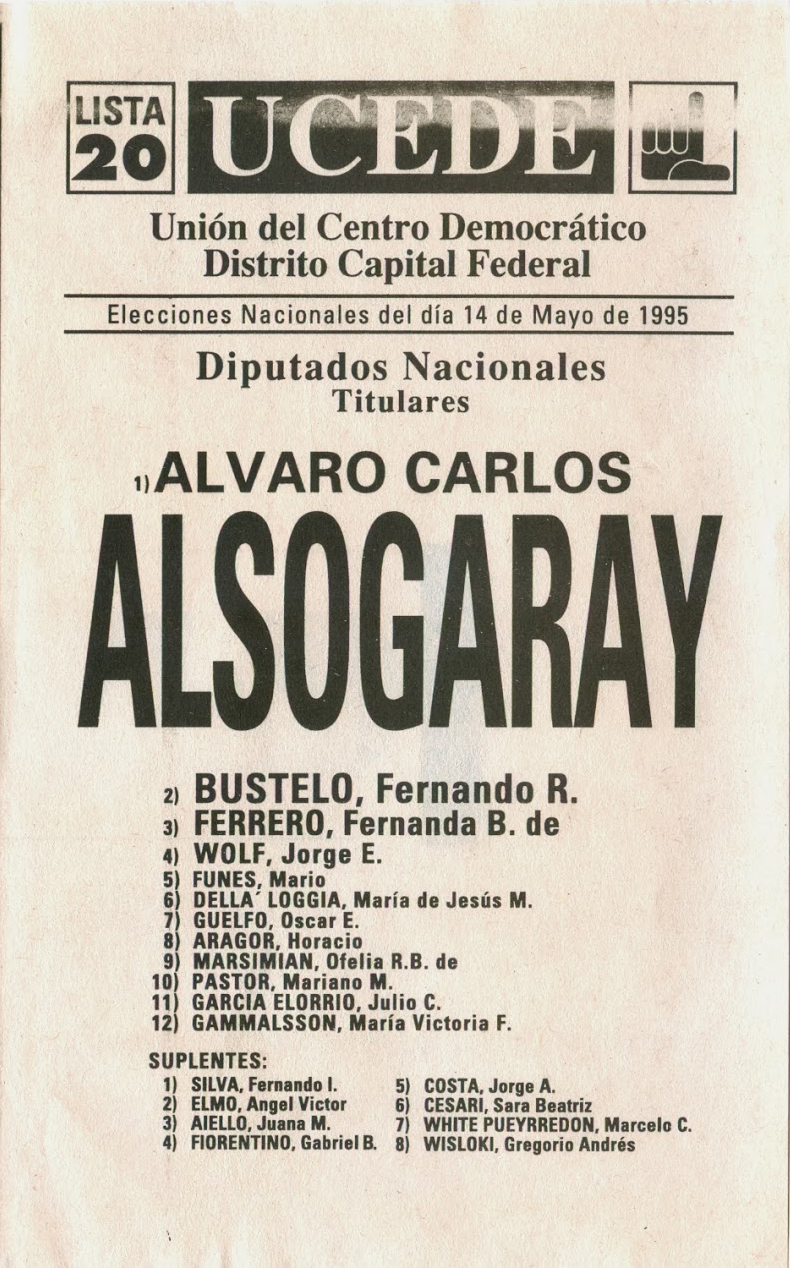
Unión del Centro Democrático
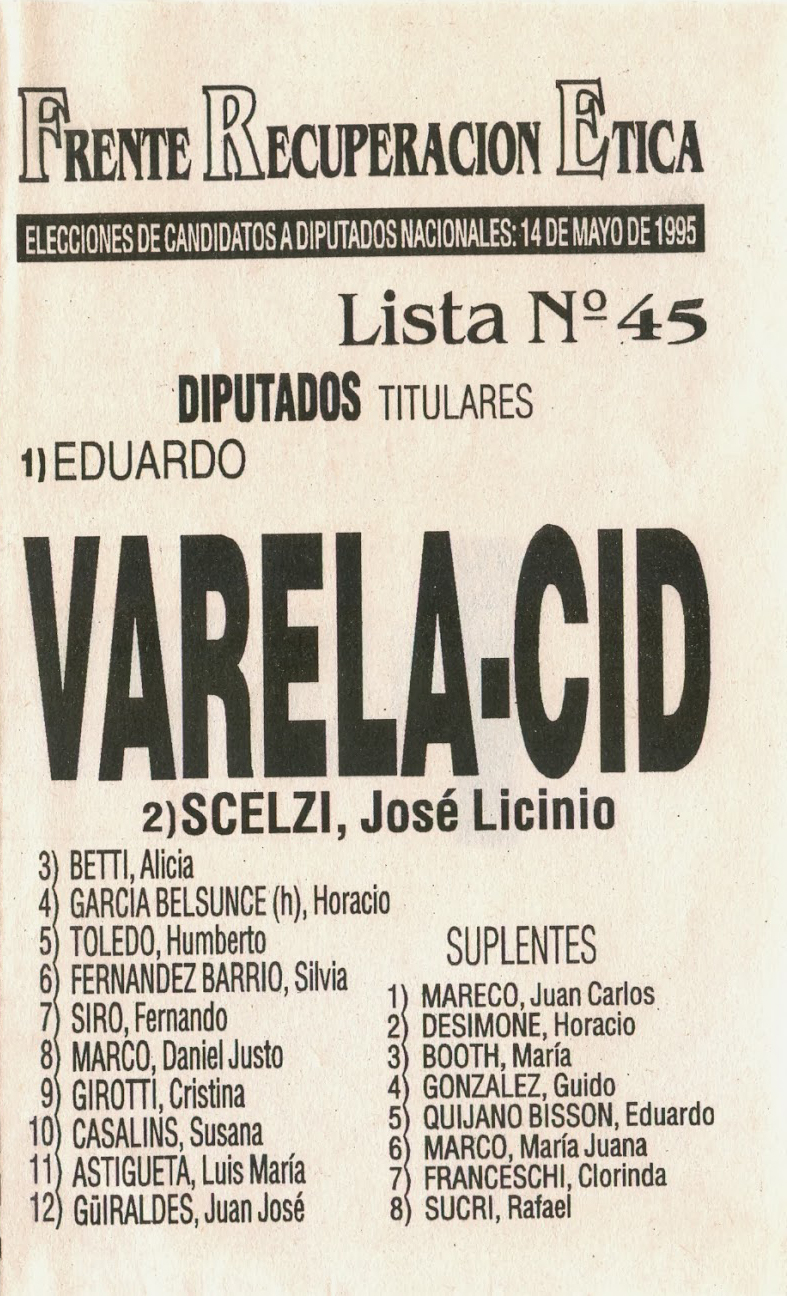
Frente Recuperación Ética
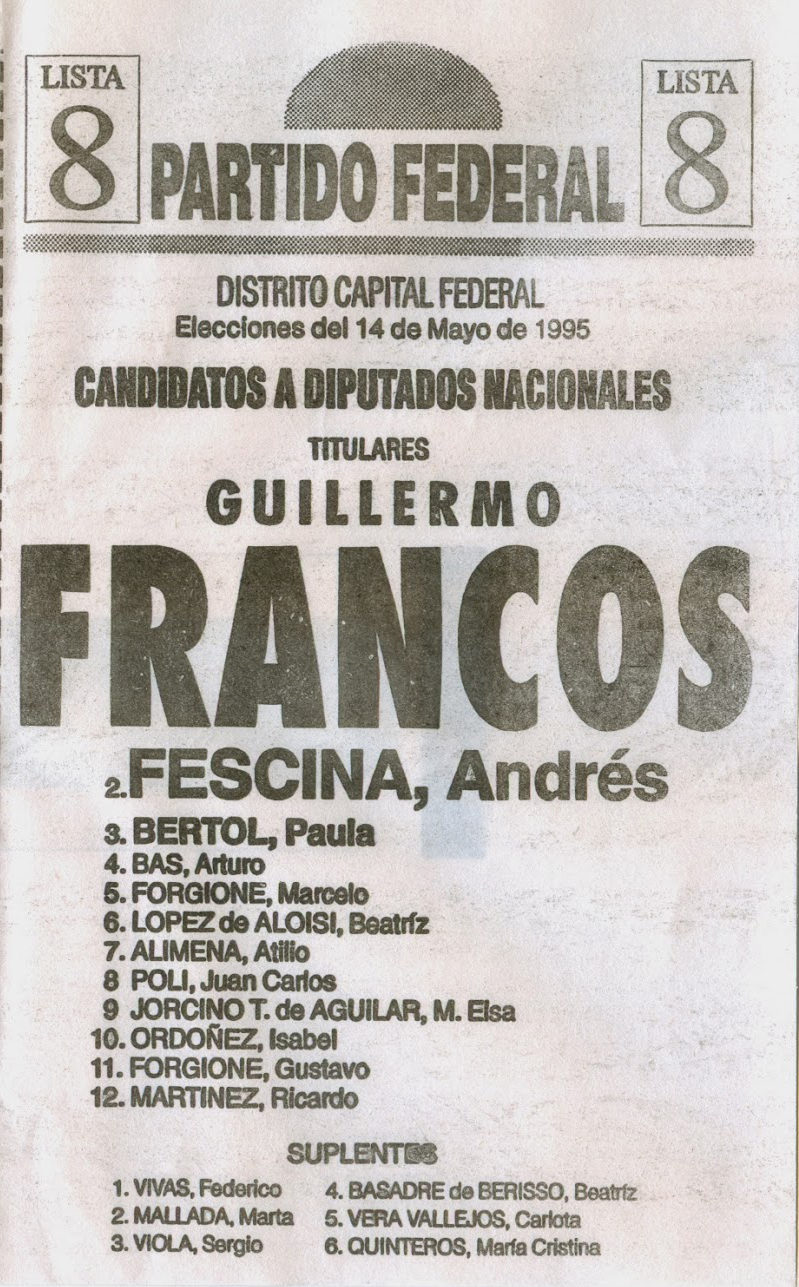
Partido Federal
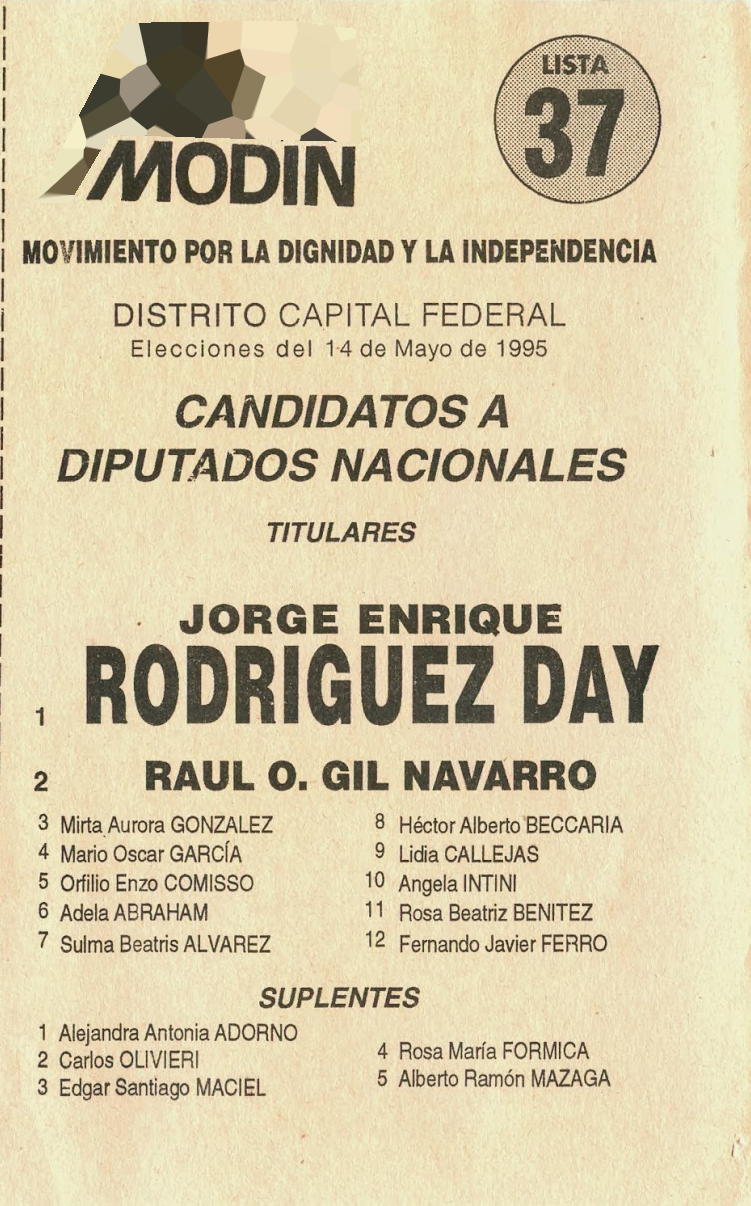
Movimiento por la Dignidad y la Independencia
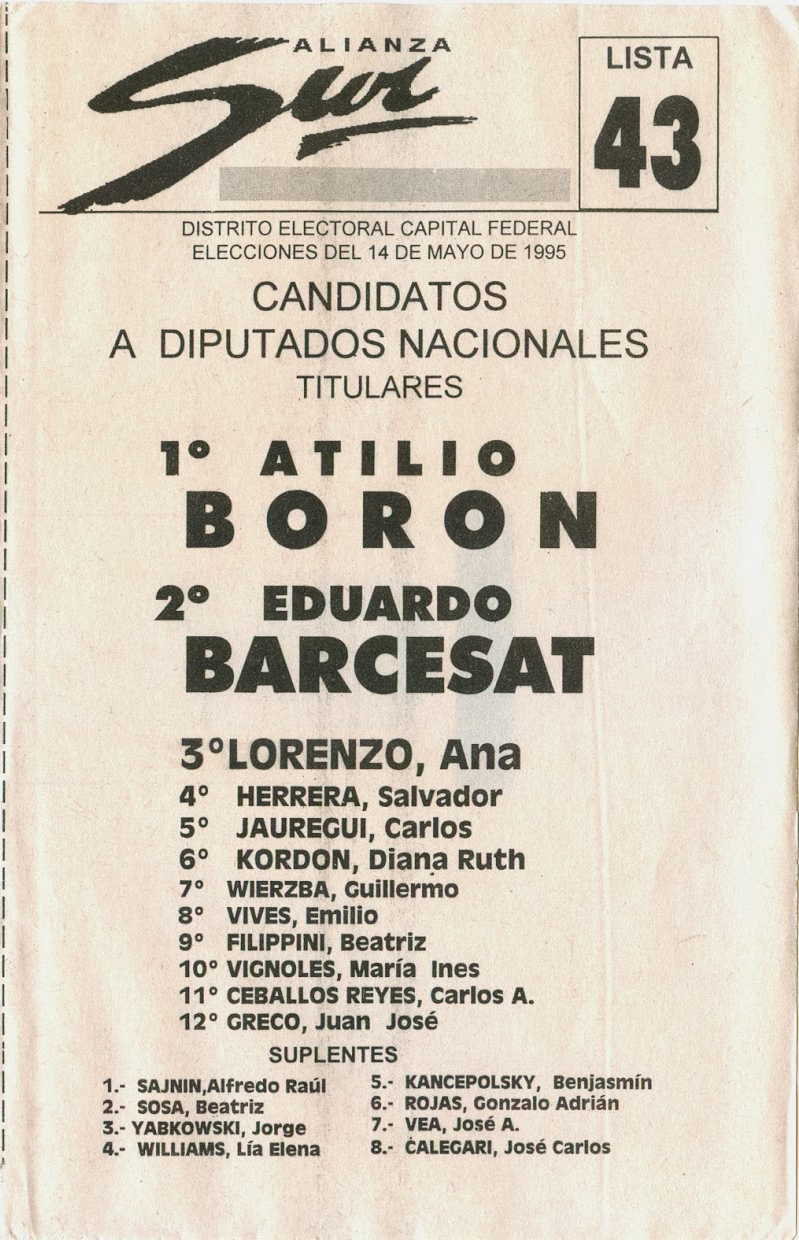
Alianza Sur
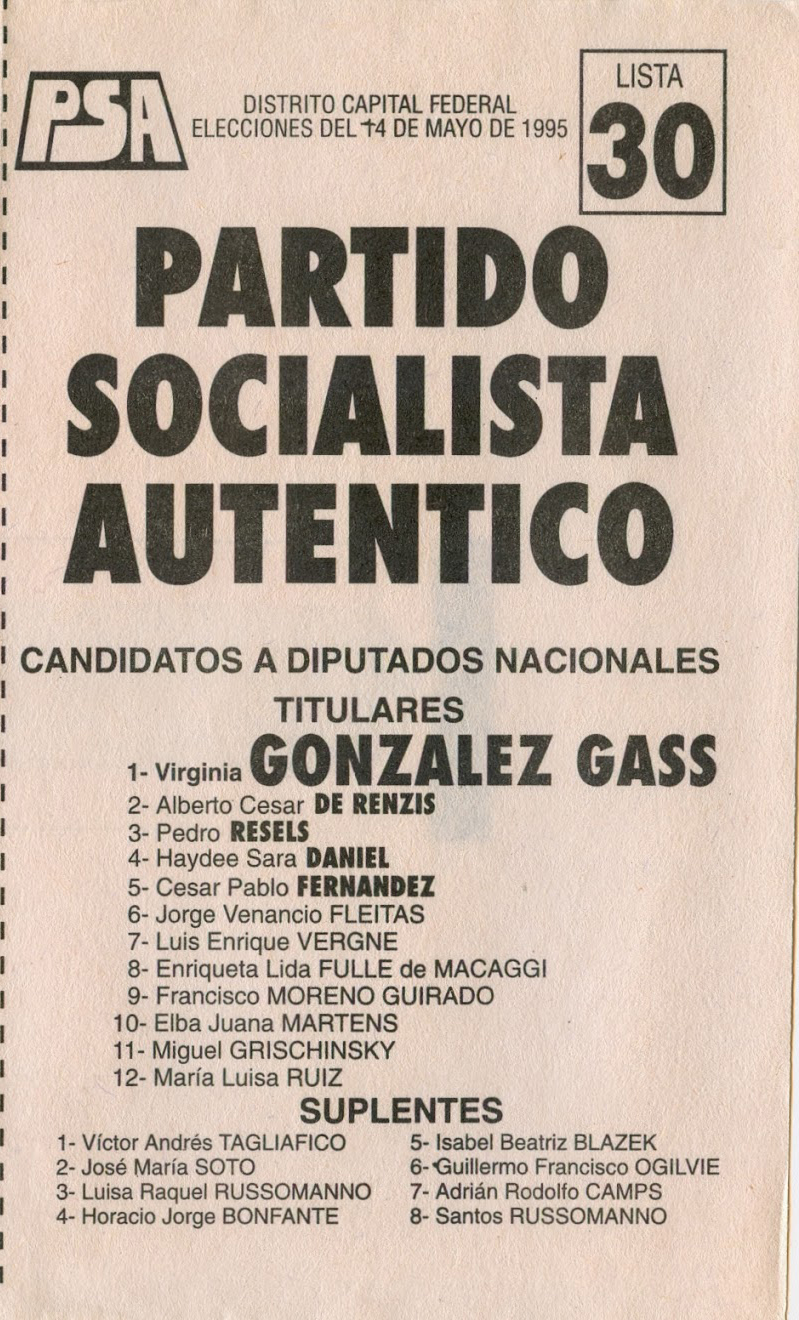
Partido Socialista Auténtico
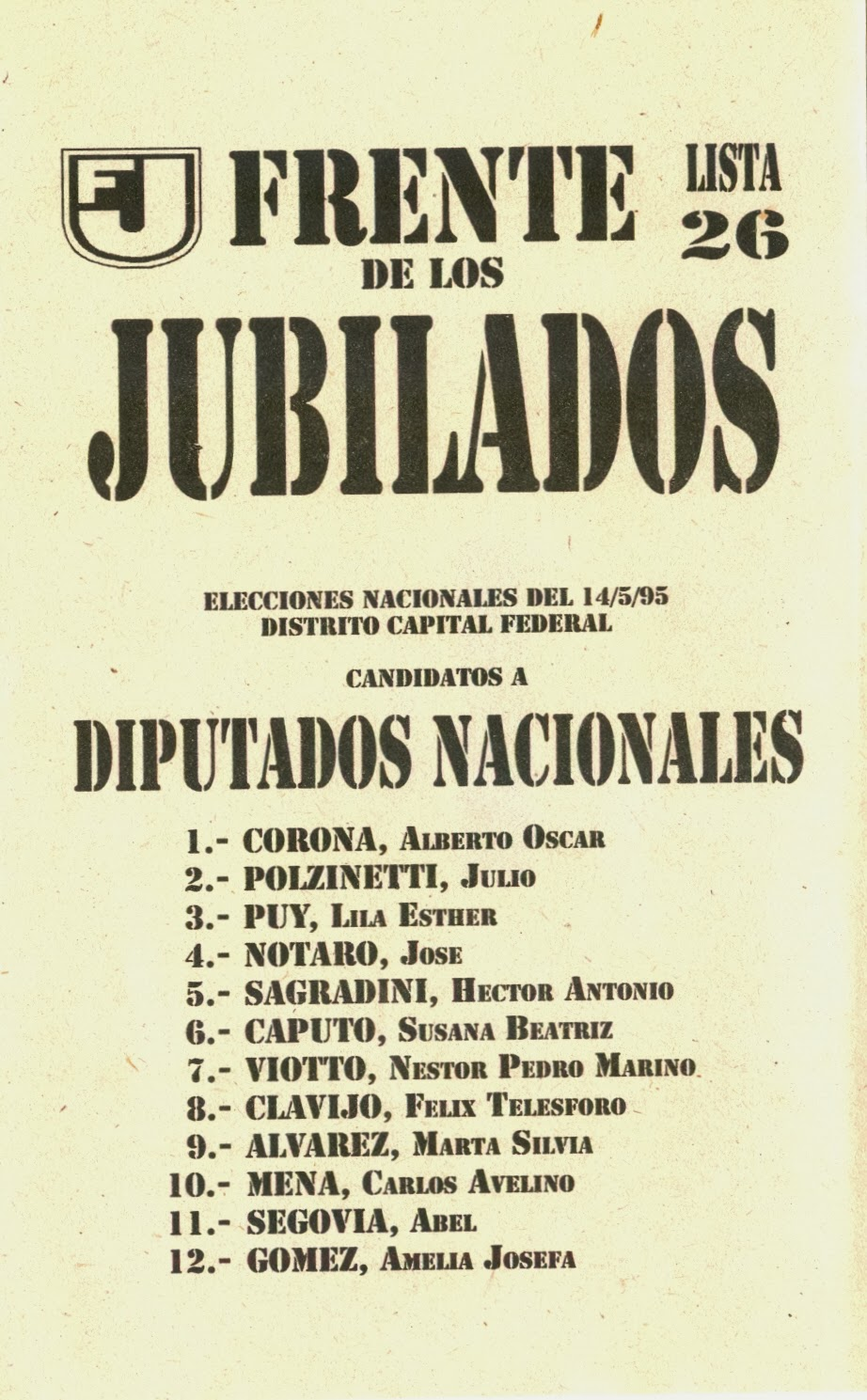
Frente de los Jubilados
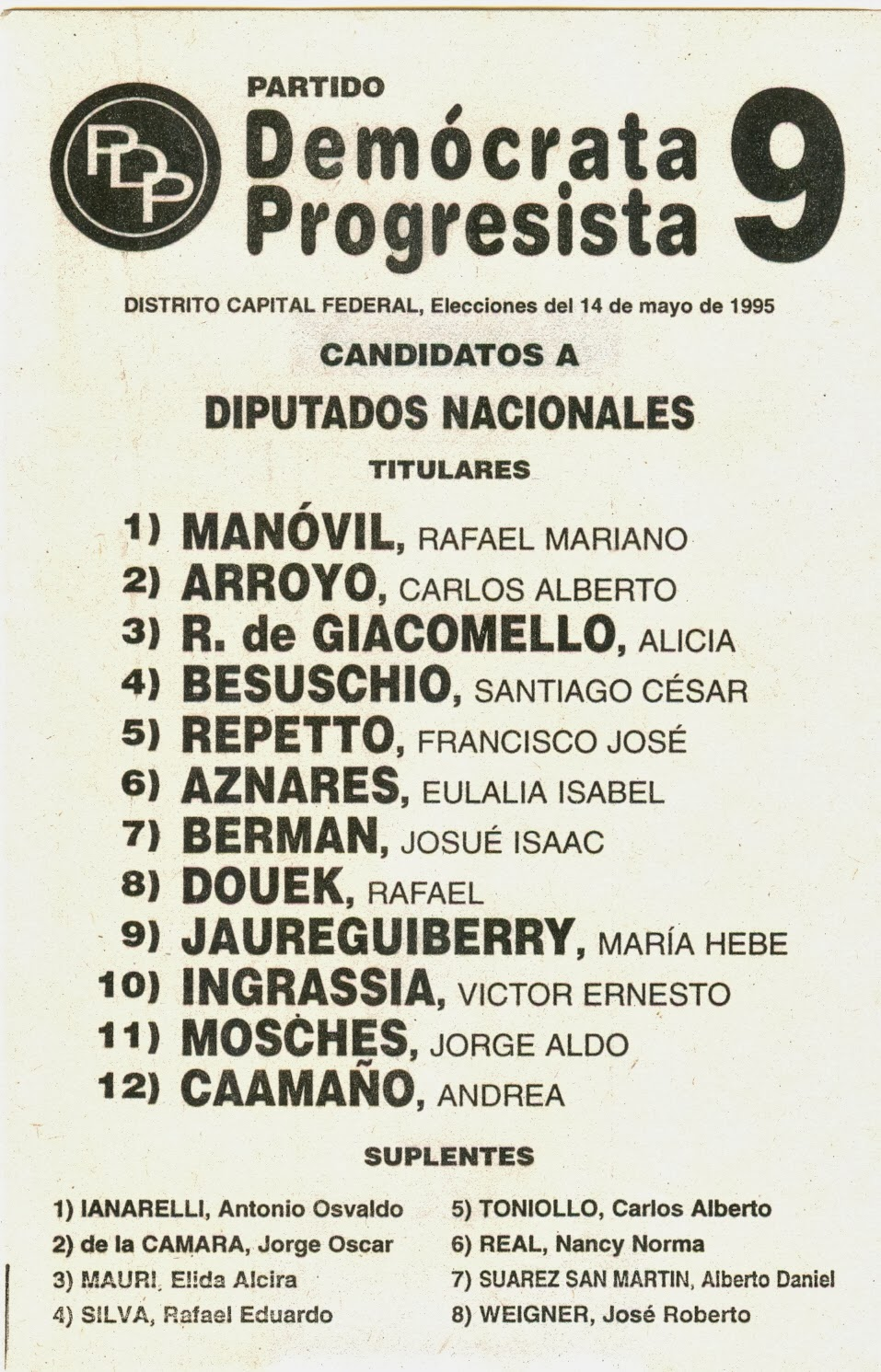
Partido Demócrata Progresista
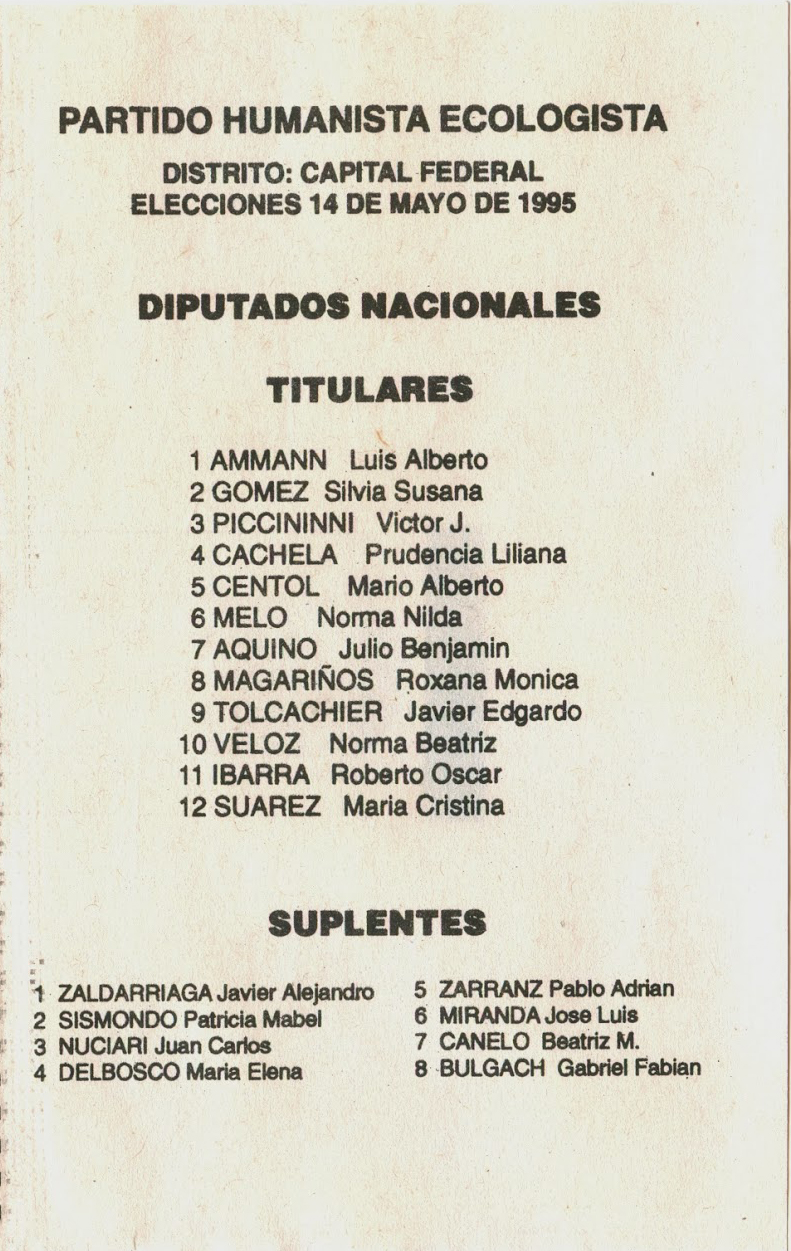
Partido Humanista Ecologista
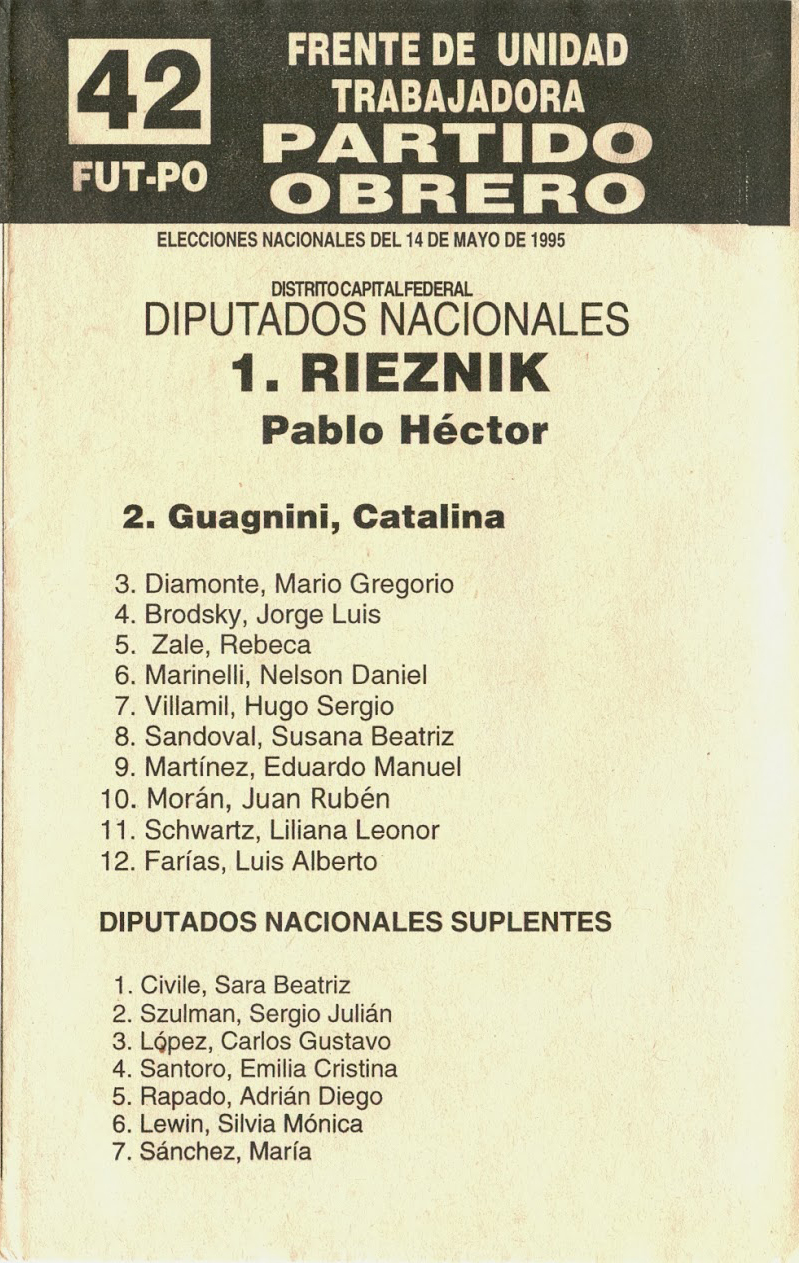
Frente Unidad Trabajadora - Partido Obrero
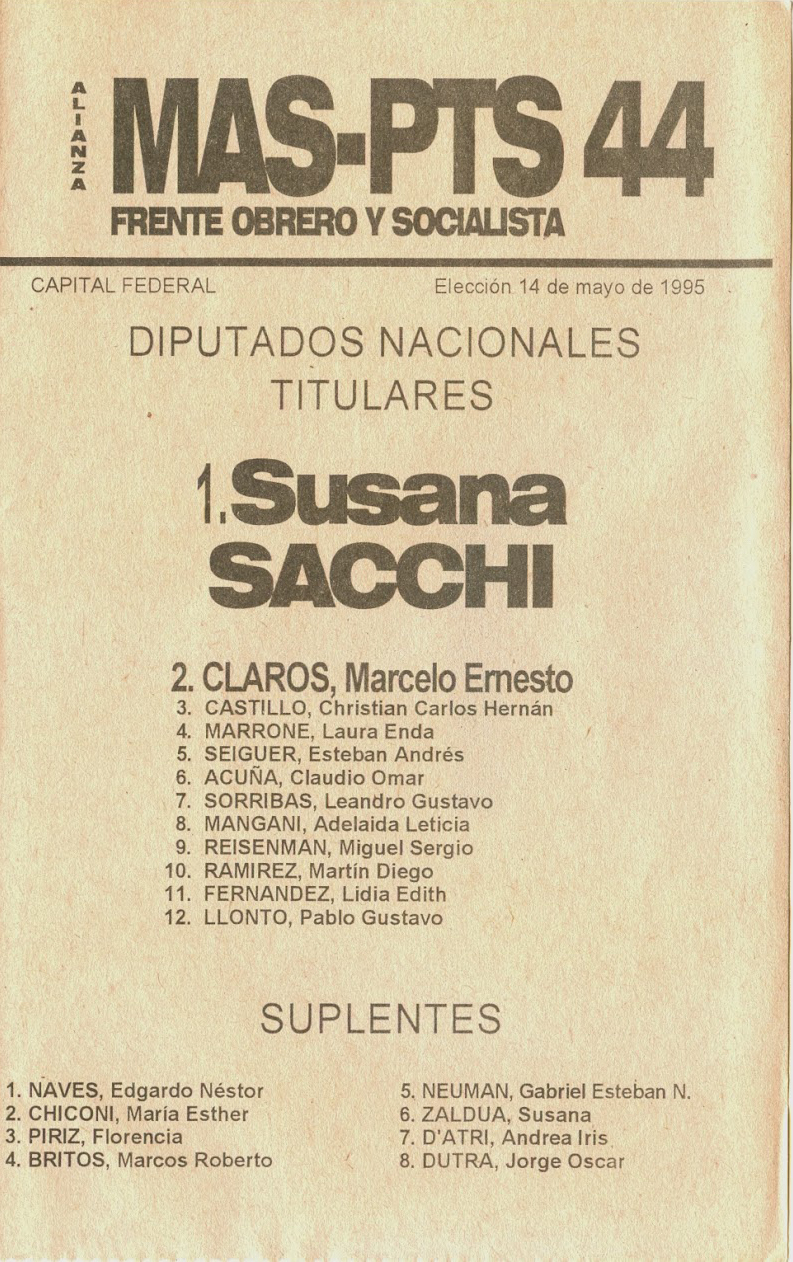
Alianza MAS - PTS
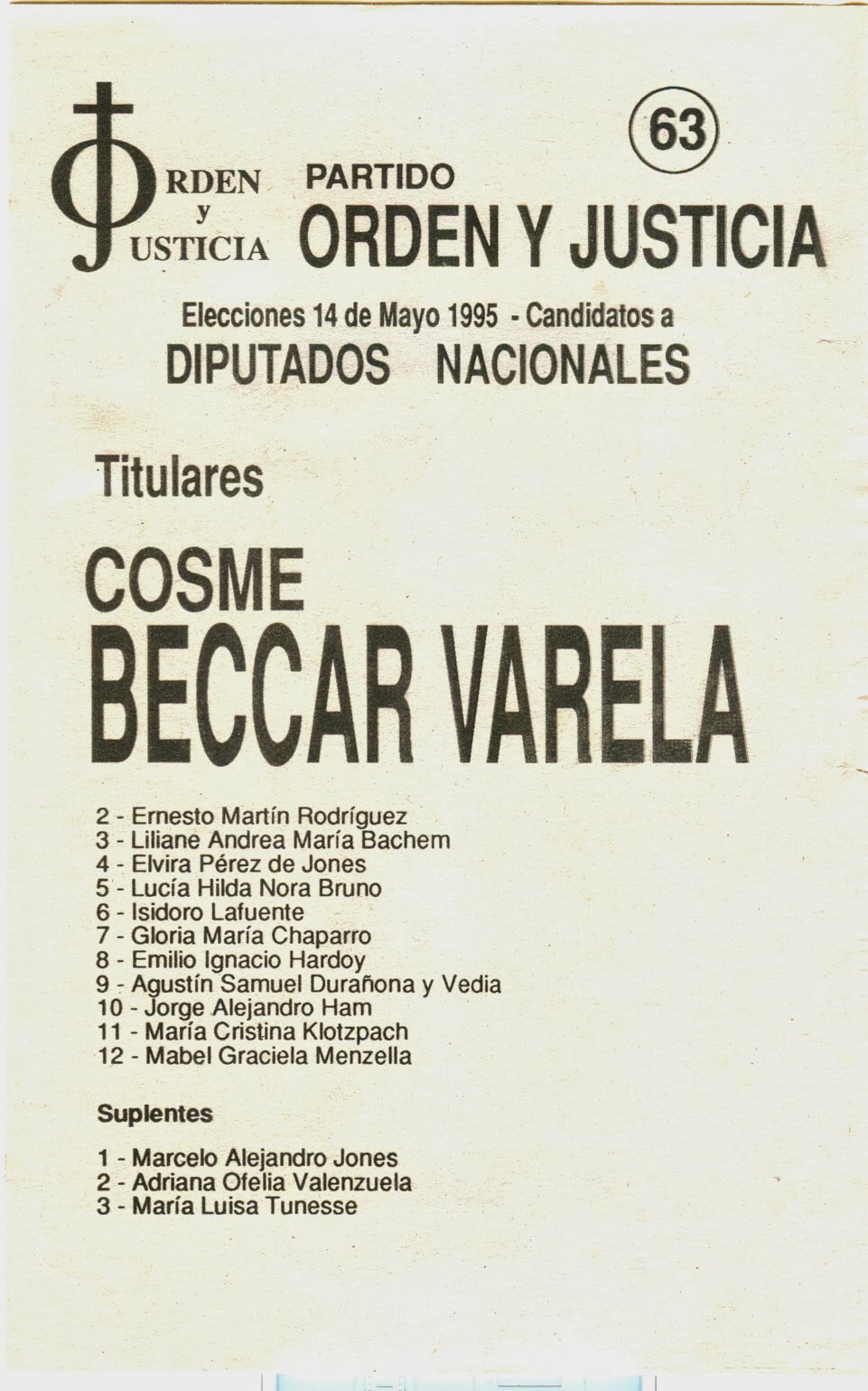
Orden y Justicia
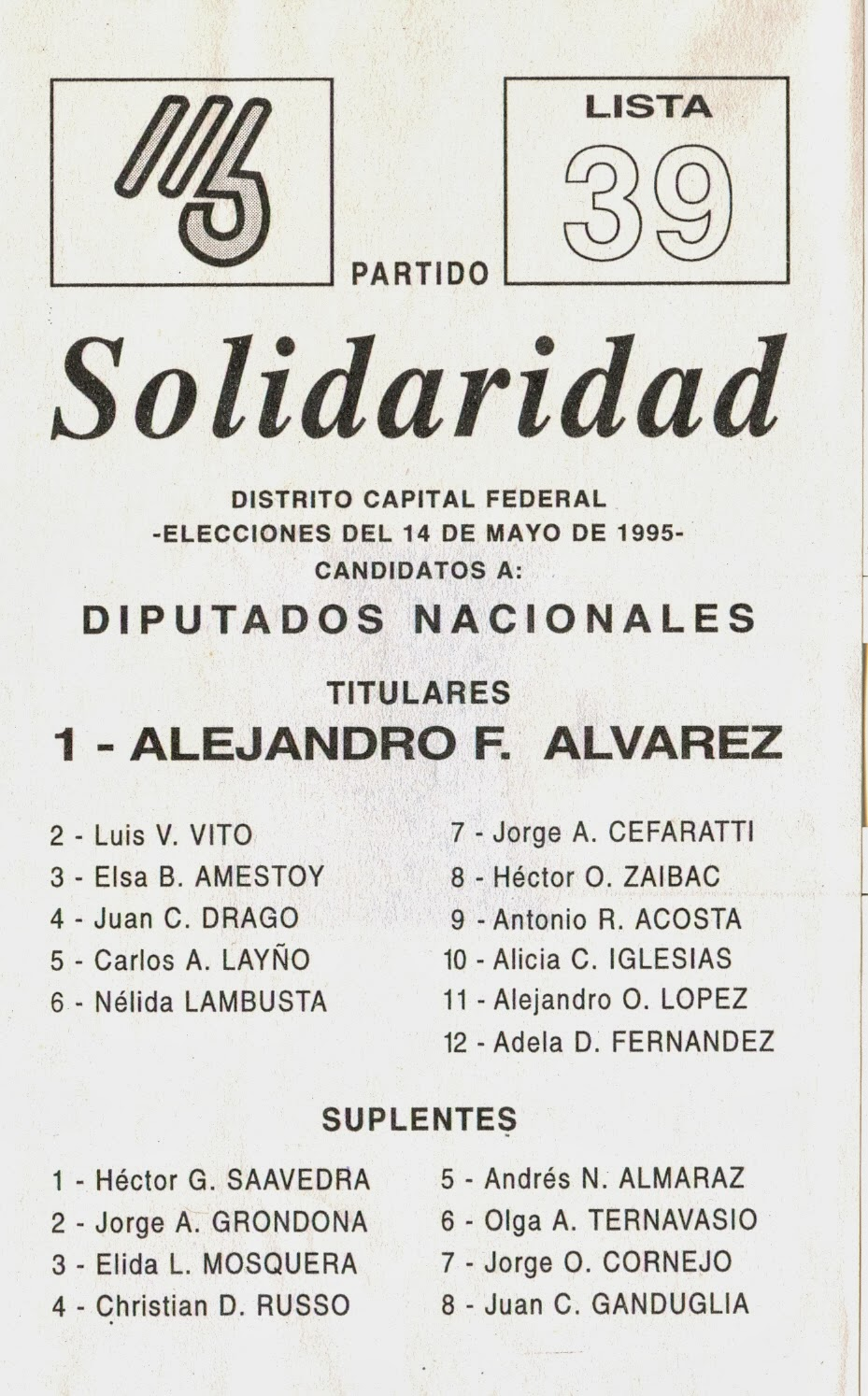
Solidaridad
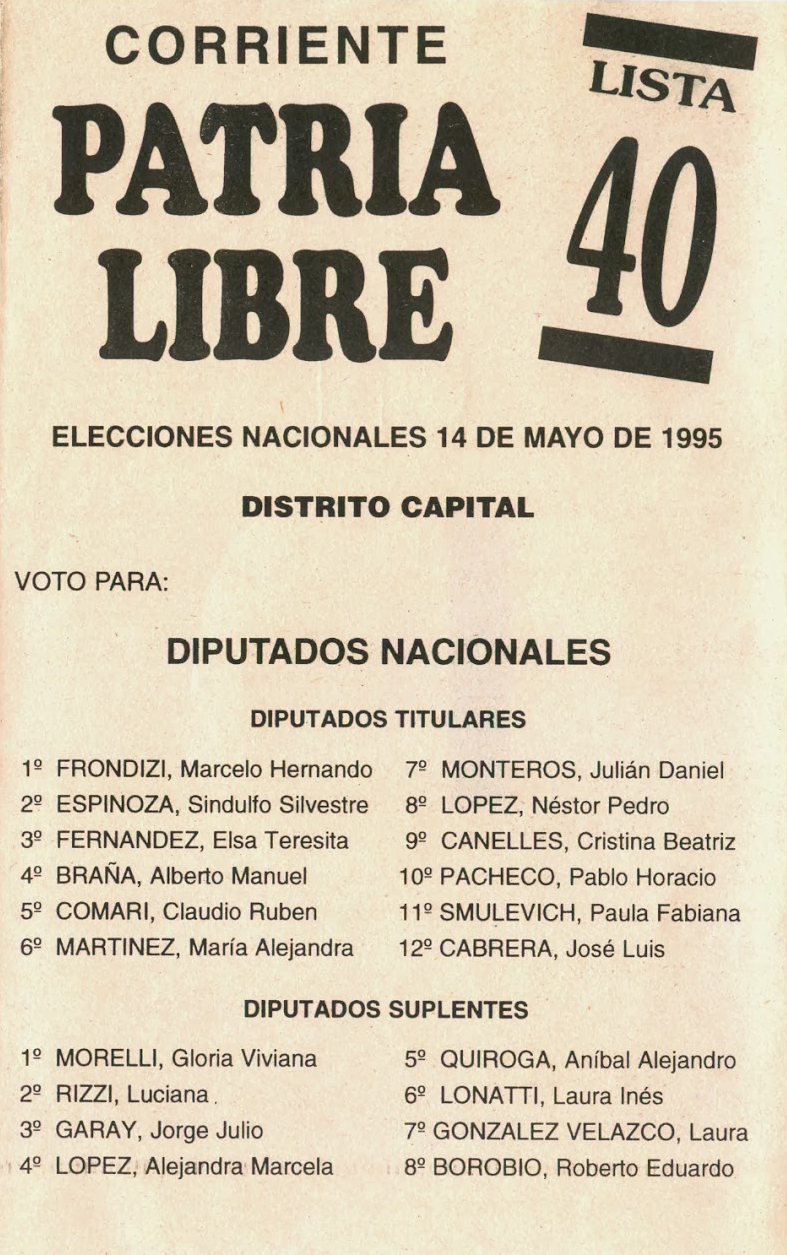
Corriente Patria Libre
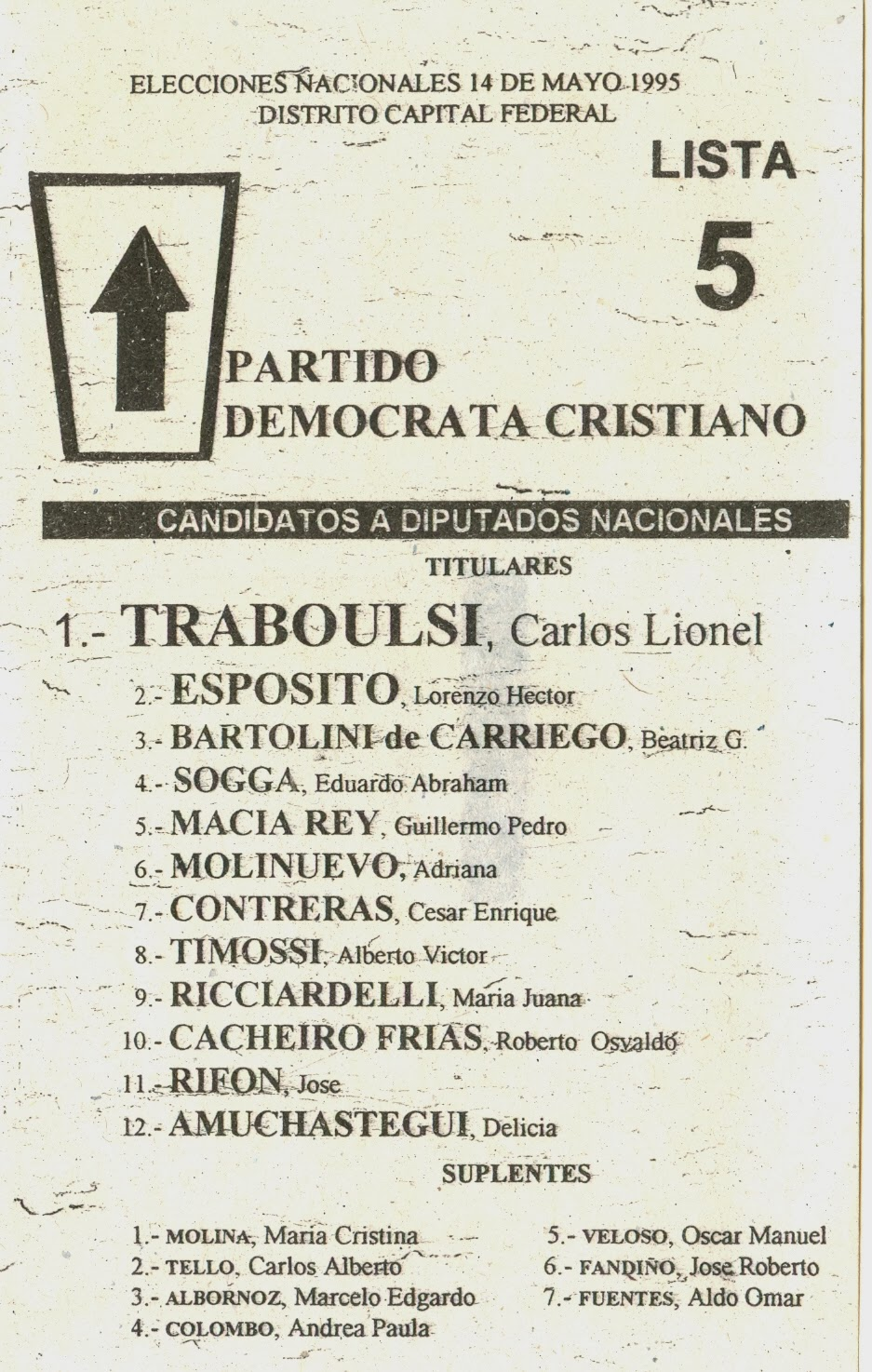
Partido Demócrata Cristiano